# Riksmötet 1993/1994
Riksmötet 1993/94 var Sveriges riksdags verksamhetsår 1993–1994. Det pågick från riksmötets öppnande den 5 oktober 1993 till riksmötets avslutning den 11 juni 1994.
Riksdagens talman under riksmötet 1993/94 var Ingegerd Troedsson (M).